# Estadio Gran Parque Central
Estadio Gran Parque Central (Parque Central) - stadion piłkarski w Montevideo na którym swe mecze rozgrywa klub piłkarski Nacional. Jedna z trzech aren premierowych mistrzostw świata w piłce nożnej (1930).

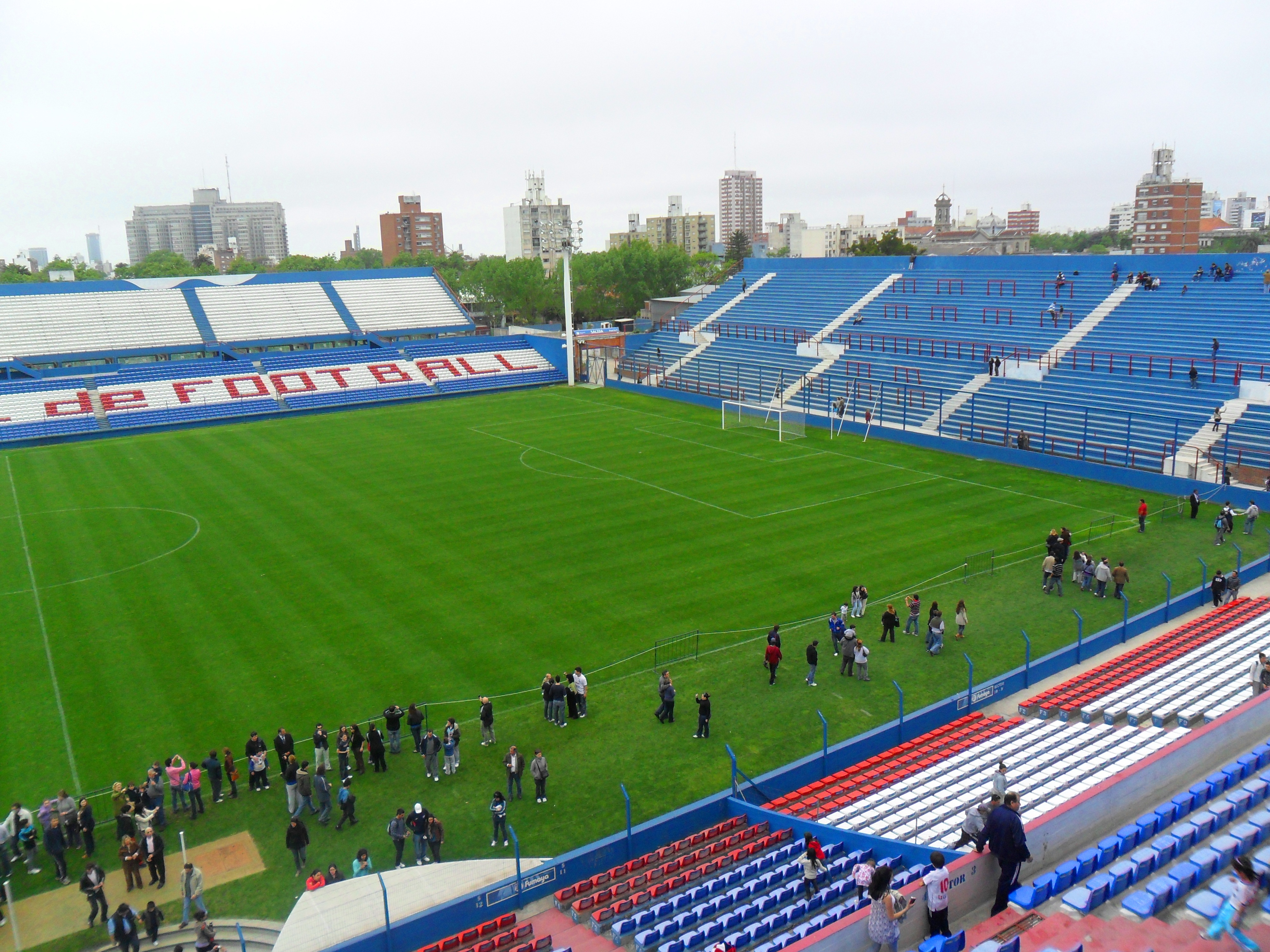
"Día del Patrimonio" na Stadion Gran Parque Central

Parque Central znajduje się w dzielnicy La Blanqueada. Stadion otwarto 25 maja 1900, trzykrotnie był modernizowany (1944, 1974, 2005). Obecnie na jego trybunach może zasiąść ok. 20 tys. widzów. 
Składa się z czterech trybun: 
- Tribuna José María Delgado (północna)
- Tribuna Atilio García (południowa)
- Talud Abdón Porte (zachodnia)
- Talud Héctor Scarone (wschodnia)

Uhonorowani w ten sposób zostali sławni gracze Nacional (Atilio García, Abdón Porte i Héctor Scarone) oraz były prezydent klubu José María Delgado.
Obiekt był areną dwóch turniejów Copa América (1923, 1924). Podczas MŚ 30 odbyło się na nim 6 spotkań.